# Liste der Nummer-eins-Hits in Österreich (2023)
Dies ist eine Liste der Nummer-eins-Hits in Österreich im Jahr 2023. Sie basiert auf den Top 75 der österreichischen Charts bei den Singles und bei den Alben.

## Singles
| ← 2022 ← | Liste der Nummer-eins-Hits in Österreich | Liste der Nummer-eins-Hits in Österreich    | Liste der Nummer-eins-Hits in Österreich | 2024 → |
| \| Zeitraum \| Wo. ges. \| Interpret \| Titel Autor(en) \| Zusätzliche Informationen \| \| (Zeitraum, Wochen auf Platz eins, Interpret, Titel, Autor[en], zusätzliche Informationen) \| \| \| \| \| \| ----------------------------------------------------------------------------------------- \| -------- \| ------------------------------------------- \| --------------------------------------------------------------------------------------------------------------------------------------------------------------------------------------------------------------------- \| ------------------------------------------------------------------------------------------------------------------------------------------------------------------------------------------------------------------------------------------------------------------------------------------------------------------------------------------------------------------------------------------------------------------------------------------------------------------------------------------------------------------------------------ \| \| 3. Januar 2023 – 9. Januar 2023 1 Woche (insgesamt 7) \| 7 \| Wham! \| Last Christmas George Michael \| – \| \| 10. Januar 2023 – 16. Januar 2023 1 Woche \| 1 \| David Guetta & Bebe Rexha \| I’m Good (Blue) Bleta Rexha, Pierre David Guetta, Camille Angelina Purcell, Massimo Gabutti, Maurizio Lobina, Gianfranco Randone, Philip John Plested \| Für David Guetta ist es bereits der fünfte Nummer-eins-Hit in den österreichischen Charts. Bebe Rexha steht zum ersten Mal an der Spitze. Die im Lied verwendete Melodie erreicht zum dritten Mal Platz eins: 1999 stand das Original Blue (Da Ba Dee) von Eiffel 65 sieben Wochen lang auf der Spitzenposition, 2021 Blaues Licht von RAF Camora und Bonez MC zwei Wochen lang. \| \| 17. Januar 2023 – 23. Januar 2023 1 Woche \| 1 \| Ayliva feat. Mero \| Sie weiß Elif Akar, EddySechsZwei, Samuele Frijo, Kai Kotucz, Masri, Enes Meral \| Für Mero ist es bereits der fünfte Nummer-eins-Hit in den österreichischen Charts. Ayliva steht zum ersten Mal an der Spitze. \| \| 24. Januar 2023 – 10. April 2023 11 Wochen \| 11 \| Miley Cyrus \| Flowers Miley Ray Cyrus, Gregory Aldae Hein, Michael Pollack \| Mit elf Wochen an der Chartspitze ist Flowers in dieser Hinsicht der erfolgreichste Nummer-eins-Hit des Jahres. \| \| 11. April 2023 – 24. April 2023 2 Wochen \| 2 \| RAF Camora feat. Luciano \| All Night Patrick Jamal Großmann, Mohamad „Hamudi“ Hoteit, David Kraft, Raphael Ragucci, Tim Wilke, Pascal Wölki \| Für RAF Camora ist es bereits der dreizehnte Nummer-eins-Hit in den österreichischen Charts. Luciano steht zum vierten Mal an der Spitze. Das Produzenten-Duo The Cratez erreicht die 23. Nummer-eins-Platzierung. \| \| 25. April 2023 – 1. Mai 2023 1 Woche (insgesamt 2) \| 2 \| Udo Lindenberg & Apache 207 \| Komet Christopher Brenner, Udo Lindenberg, Lennard Oestmann, Aris Pehlivanian, Marco Tscheschlok, Volkan Yaman \| Nach 12 Wochen auf Rang zwei bzw. drei der Hitparade erreicht die Single in ihrer 13. Chartwoche die Spitze. Für Apache 207 ist es bereits der vierte Nummer-eins-Hit in den österreichischen Charts. Udo Lindenberg steht zum ersten Mal an der Spitze. \| \| 2. Mai 2023 – 8. Mai 2023 1 Woche \| 1 \| Bonez MC & Gzuz \| Cinnamon Roll Kristoffer Jonas Klauß, David Kraft, John Lorenz Moser, Stoopid Lou, Tim Wilke \| Für Bonez MC ist es bereits der zehnte Nummer-eins-Hit in den österreichischen Charts. Gzuz steht zum dritten Mal an der Spitze. Das Produzenten-Duo The Cratez erreicht die 24. Nummer-eins-Platzierung. \| \| 9. Mai 2023 – 15. Mai 2023 1 Woche (insgesamt 2) \| 2 \| Udo Lindenberg & Apache 207 \| Komet Christopher Brenner, Udo Lindenberg, Lennard Oestmann, Aris Pehlivanian, Marco Tscheschlok, Volkan Yaman \| – \| \| 16. Mai 2023 – 22. Mai 2023 1 Woche \| 1 \| RAF Camora \| Anna Mohamad „Hamudi“ Hoteit, David Kraft, Manuel Mayer, Florian Moser, Alex Gregory Mullarkey, Joshua Neel Pinter, Raphael Ragucci, Tim Wilke \| Der Rapper erzielt bereits seinen 14. Nummer-eins-Hit in den österreichischen Singlecharts sowie den zweiten im Jahr 2023. Für das Produzenten-Duo The Cratez ist es die 25. Nummer-eins-Platzierung. \| \| 23. Mai 2023 – 29. Mai 2023 1 Woche \| 1 \| Loreen \| Tattoo Thomas Gustafsson, Jimmy Erik Robert Jansson, Peter Lars Boström, Moa Anna Maria Carlebecker, Jimmy Paul Thörnfeldt, Lorine Zineb Noka Talhaoui \| Mit dem zweiten ESC-Sieg nach 2012 hat Loreen auch den zweiten Nummer-eins-Hit in den österreichischen Charts. \| \| 30. Mai 2023 – 5. Juni 2023 1 Woche \| 1 \| RAF Camora feat. Cro \| Bei Nacht Mohamad „Hamudi“ Hoteit, David Kraft, Raphael Ragucci, Tim Wilke, Lucry, Suena, Carli, BadCompany, Philip Morris, Carlo Waibel \| Für RAF Camora ist es bereits der fünfzehnte Nummer-eins-Hit in den österreichischen Charts sowie der dritte im Jahr 2023. Cro steht zum vierten Mal an der Spitze. Das Produzenten-Duo The Cratez erzielt den 26. Nummer-eins-Hit und den vierten im Jahr 2023. \| \| 6. Juni 2023 – 26. Juni 2023 3 Wochen \| 3 \| Ski Aggu feat. Joost & Otto Waalkes \| Friesenjung Vieze Asbak, Teun de Kruif, August Jean Diederich, Neil Dorfsman, Bernd Eilert, Joost Klein, Gordon Matthew Thomas Sumner, Otto Gerhard Waalkes \| – \| \| 27. Juni 2023 – 3. Juli 2023 1 Woche \| 1 \| RAF Camora feat. Ahmad Amin \| Strada JuLee Beats, Mohamad „Hamudi“ Hoteit, David Kraft, Flo Moser, Raphael Ragucci, Tim Wilke \| Für RAF Camora ist es bereits der sechzehnte Nummer-eins-Hit in den österreichischen Charts sowie der vierte im Jahr 2023. Ahmad Amin steht zum ersten Mal an der Spitze. Das Produzenten-Duo The Cratez erreicht die 27. Nummer-eins-Platzierung und die fünfte im Jahr 2023. \| \| 4. Juli 2023 – 17. Juli 2023 2 Wochen \| 2 \| RAF Camora feat. Yung Hurn \| Wien Mohamad „Hamudi“ Hoteit, David Kraft, Mirnes Kvrgic, Raphael Ragucci, David Rösler, Julian Sellmeister, Tim Wilke \| Für RAF Camora ist es bereits der siebzehnte Nummer-eins-Hit in den österreichischen Charts sowie der fünfte im Jahr 2023. Yung Hurn steht zum ersten Mal an der Spitze. Das Produzenten-Duo The Cratez kommt auf die 28. Spitzenplatzierung und die sechste im Jahr 2023. \| \| 18. Juli 2023 – 24. Juli 2023 1 Woche \| 1 \| Bonez MC \| So Bonez MC, Lucry, Suena, Cesa \| Für Bonez MC ist es bereits der elfte Nummer-eins-Hit in den österreichischen Charts sowie der zweite im Jahr 2023. \| \| 25. Juli 2023 – 31. Juli 2023 1 Woche \| 1 \| RAF Camora feat. HoodBlaq \| Tropicana Mohamad „Hamudi“ Hoteit, David Kraft, Alex Gregory Mullarkey, Joshua Neel Pinter, Raphael Ragucci, Tim Wilke \| Für RAF Camora ist es bereits der 18. Nummer-eins-Hit in den österreichischen Charts sowie der sechste im Jahr 2023. Er zieht somit mit Capital Bra gleich und wird neben diesem zum Interpreten mit den meisten Nummer-eins-Hits in Österreich. HoodBlaq stehen zum ersten Mal an der Spitze. Das Produzenten-Duo The Cratez erreicht den 29. Nummer-eins-Hit und den siebten im Jahr 2023. \| \| 1. August 2023 – 2. Oktober 2023 9 Wochen \| 9 \| Luca-Dante Spadafora, Niklas Dee & Octavian \| Mädchen auf dem Pferd Daniel Faust, Peter Plate, Ulf Leo Sommer \| – \| \| 3. Oktober 2023 – 16. Oktober 2023 2 Wochen \| 2 \| Kenya Grace \| Strangers Kenya Grace \| – \| \| 17. Oktober 2023 – 23. Oktober 2023 1 Woche \| 1 \| Tate McRae \| Greedy Amy Rose Allen, Jasper Lee Harris, Ryan Benjamin Tedder, Tate Rosner McRae \| – \| \| 24. Oktober 2023 – 6. November 2023 2 Wochen \| 2 \| Iñigo Quintero \| Si no estás Iñigo Quintero \| – \| \| 7. November 2023 – 13. November 2023 1 Woche (insgesamt 2) \| 2 \| RAF Camora feat. Ski Aggu \| Liebe Grüße Coolpacc, August Jean Diederich, Tony Hendrik, Mohamad Hoteit, Kevin Lucas Kozicki, David Kraft, Moritz Leppers, Alex Gregory Mullarkey, Joshua Neel Pinter, Raphael Ragucci, Karin van Haaren, Tim Wilke \| Für RAF Camora ist es bereits der 19. Nummer-eins-Hit in den österreichischen Charts, womit er Capital Bras Rekord bricht und zum Interpreten mit den meisten Spitzenreitern wird. Zudem ist es sein siebter Nummer-eins-Hit im Jahr 2023. Ski Aggu steht zum zweiten Mal an der Spitze, sowohl im Jahr 2023 als auch insgesamt. Das Produzenten-Duo The Cratez erzielt den 30. Nummer-eins-Hit und den achten im Jahr 2023. Das im Titel gesampelte Stück What Is Love von Haddaway erreichte im Jahr 1993 für 9 Wochen Platz eins. \| \| 14. November 2023 – 20. November 2023 1 Woche \| 1 \| The Beatles \| Now and Then John Lennon, Paul McCartney, Ringo Starr, George Harrison \| Für die Beatles ist es bereits der neunte Nummer-eins-Hit in den österreichischen Charts. Mit einer Zeitspanne von 53 Jahren zwischen ihrem letzten Nummer-eins-Hit Let It Be im Jahr 1970 und dem vorliegenden Werk wird in dieser Hinsicht ein neuer Rekord aufgestellt. Bei dem Titel handelt es sich um eine digital aufbereitete und zu Teilen neu eingespielte Version eines zuvor unveröffentlichten Stückes; zwei der vier beteiligten Bandmitglieder waren zum Veröffentlichungszeitpunkt bereits verstorben. \| \| 21. November 2023 – 27. November 2023 1 Woche (insgesamt 2) \| 2 \| RAF Camora feat. Ski Aggu \| Liebe Grüße Coolpacc, August Jean Diederich, Tony Hendrik, Mohamad Hoteit, Kevin Lucas Kozicki, David Kraft, Moritz Leppers, Alex Gregory Mullarkey, Joshua Neel Pinter, Raphael Ragucci, Karin van Haaren, Tim Wilke \| – \| \| 28. November 2023 – 11. Dezember 2023 2 Wochen (insgesamt 7) \| 7 \| Wham! \| Last Christmas George Michael \| – \| \| 12. Dezember 2023 – 25. Dezember 2023 2 Wochen (insgesamt 16) \| 16 \| Mariah Carey \| All I Want for Christmas Is You Walter N. Afanasieff, Mariah Carey \| – \| |                                          |                                             | | |
| ← 2022 |                                          |                                             | | → 2024 → |
| Zeitraum | Wo. ges.                                 | Interpret                                   | Titel Autor(en) | Zusätzliche Informationen |
| (Zeitraum, Wochen auf Platz eins, Interpret, Titel, Autor[en], zusätzliche Informationen) |                                          |                                             | | |
| 3. Januar 2023 – 9. Januar 2023 1 Woche (insgesamt 7) | 7                                        | Wham!                                       | Last Christmas George Michael | – |
| 10. Januar 2023 – 16. Januar 2023 1 Woche | 1                                        | David Guetta & Bebe Rexha                   | I’m Good (Blue) Bleta Rexha, Pierre David Guetta, Camille Angelina Purcell, Massimo Gabutti, Maurizio Lobina, Gianfranco Randone, Philip John Plested                                                                 | Für David Guetta ist es bereits der fünfte Nummer-eins-Hit in den österreichischen Charts. Bebe Rexha steht zum ersten Mal an der Spitze. Die im Lied verwendete Melodie erreicht zum dritten Mal Platz eins: 1999 stand das Original Blue (Da Ba Dee) von Eiffel 65 sieben Wochen lang auf der Spitzenposition, 2021 Blaues Licht von RAF Camora und Bonez MC zwei Wochen lang. |
| 17. Januar 2023 – 23. Januar 2023 1 Woche | 1                                        | Ayliva feat. Mero                           | Sie weiß Elif Akar, EddySechsZwei, Samuele Frijo, Kai Kotucz, Masri, Enes Meral | Für Mero ist es bereits der fünfte Nummer-eins-Hit in den österreichischen Charts. Ayliva steht zum ersten Mal an der Spitze. |
| 24. Januar 2023 – 10. April 2023 11 Wochen | 11                                       | Miley Cyrus                                 | Flowers Miley Ray Cyrus, Gregory Aldae Hein, Michael Pollack | Mit elf Wochen an der Chartspitze ist Flowers in dieser Hinsicht der erfolgreichste Nummer-eins-Hit des Jahres. |
| 11. April 2023 – 24. April 2023 2 Wochen | 2                                        | RAF Camora feat. Luciano                    | All Night Patrick Jamal Großmann, Mohamad „Hamudi“ Hoteit, David Kraft, Raphael Ragucci, Tim Wilke, Pascal Wölki | Für RAF Camora ist es bereits der dreizehnte Nummer-eins-Hit in den österreichischen Charts. Luciano steht zum vierten Mal an der Spitze. Das Produzenten-Duo The Cratez erreicht die 23. Nummer-eins-Platzierung. |
| 25. April 2023 – 1. Mai 2023 1 Woche (insgesamt 2) | 2                                        | Udo Lindenberg & Apache 207                 | Komet Christopher Brenner, Udo Lindenberg, Lennard Oestmann, Aris Pehlivanian, Marco Tscheschlok, Volkan Yaman | Nach 12 Wochen auf Rang zwei bzw. drei der Hitparade erreicht die Single in ihrer 13. Chartwoche die Spitze. Für Apache 207 ist es bereits der vierte Nummer-eins-Hit in den österreichischen Charts. Udo Lindenberg steht zum ersten Mal an der Spitze. |
| 2. Mai 2023 – 8. Mai 2023 1 Woche | 1                                        | Bonez MC & Gzuz                             | Cinnamon Roll Kristoffer Jonas Klauß, David Kraft, John Lorenz Moser, Stoopid Lou, Tim Wilke | Für Bonez MC ist es bereits der zehnte Nummer-eins-Hit in den österreichischen Charts. Gzuz steht zum dritten Mal an der Spitze. Das Produzenten-Duo The Cratez erreicht die 24. Nummer-eins-Platzierung. |
| 9. Mai 2023 – 15. Mai 2023 1 Woche (insgesamt 2) | 2                                        | Udo Lindenberg & Apache 207                 | Komet Christopher Brenner, Udo Lindenberg, Lennard Oestmann, Aris Pehlivanian, Marco Tscheschlok, Volkan Yaman | – |
| 16. Mai 2023 – 22. Mai 2023 1 Woche | 1                                        | RAF Camora                                  | Anna Mohamad „Hamudi“ Hoteit, David Kraft, Manuel Mayer, Florian Moser, Alex Gregory Mullarkey, Joshua Neel Pinter, Raphael Ragucci, Tim Wilke                                                                        | Der Rapper erzielt bereits seinen 14. Nummer-eins-Hit in den österreichischen Singlecharts sowie den zweiten im Jahr 2023. Für das Produzenten-Duo The Cratez ist es die 25. Nummer-eins-Platzierung. |
| 23. Mai 2023 – 29. Mai 2023 1 Woche | 1                                        | Loreen                                      | Tattoo Thomas Gustafsson, Jimmy Erik Robert Jansson, Peter Lars Boström, Moa Anna Maria Carlebecker, Jimmy Paul Thörnfeldt, Lorine Zineb Noka Talhaoui                                                                | Mit dem zweiten ESC-Sieg nach 2012 hat Loreen auch den zweiten Nummer-eins-Hit in den österreichischen Charts. |
| 30. Mai 2023 – 5. Juni 2023 1 Woche | 1                                        | RAF Camora feat. Cro                        | Bei Nacht Mohamad „Hamudi“ Hoteit, David Kraft, Raphael Ragucci, Tim Wilke, Lucry, Suena, Carli, BadCompany, Philip Morris, Carlo Waibel                                                                              | Für RAF Camora ist es bereits der fünfzehnte Nummer-eins-Hit in den österreichischen Charts sowie der dritte im Jahr 2023. Cro steht zum vierten Mal an der Spitze. Das Produzenten-Duo The Cratez erzielt den 26. Nummer-eins-Hit und den vierten im Jahr 2023. |
| 6. Juni 2023 – 26. Juni 2023 3 Wochen | 3                                        | Ski Aggu feat. Joost & Otto Waalkes         | Friesenjung Vieze Asbak, Teun de Kruif, August Jean Diederich, Neil Dorfsman, Bernd Eilert, Joost Klein, Gordon Matthew Thomas Sumner, Otto Gerhard Waalkes                                                           | – |
| 27. Juni 2023 – 3. Juli 2023 1 Woche | 1                                        | RAF Camora feat. Ahmad Amin                 | Strada JuLee Beats, Mohamad „Hamudi“ Hoteit, David Kraft, Flo Moser, Raphael Ragucci, Tim Wilke | Für RAF Camora ist es bereits der sechzehnte Nummer-eins-Hit in den österreichischen Charts sowie der vierte im Jahr 2023. Ahmad Amin steht zum ersten Mal an der Spitze. Das Produzenten-Duo The Cratez erreicht die 27. Nummer-eins-Platzierung und die fünfte im Jahr 2023. |
| 4. Juli 2023 – 17. Juli 2023 2 Wochen | 2                                        | RAF Camora feat. Yung Hurn                  | Wien Mohamad „Hamudi“ Hoteit, David Kraft, Mirnes Kvrgic, Raphael Ragucci, David Rösler, Julian Sellmeister, Tim Wilke                                                                                                | Für RAF Camora ist es bereits der siebzehnte Nummer-eins-Hit in den österreichischen Charts sowie der fünfte im Jahr 2023. Yung Hurn steht zum ersten Mal an der Spitze. Das Produzenten-Duo The Cratez kommt auf die 28. Spitzenplatzierung und die sechste im Jahr 2023. |
| 18. Juli 2023 – 24. Juli 2023 1 Woche | 1                                        | Bonez MC                                    | So Bonez MC, Lucry, Suena, Cesa | Für Bonez MC ist es bereits der elfte Nummer-eins-Hit in den österreichischen Charts sowie der zweite im Jahr 2023. |
| 25. Juli 2023 – 31. Juli 2023 1 Woche | 1                                        | RAF Camora feat. HoodBlaq                   | Tropicana Mohamad „Hamudi“ Hoteit, David Kraft, Alex Gregory Mullarkey, Joshua Neel Pinter, Raphael Ragucci, Tim Wilke                                                                                                | Für RAF Camora ist es bereits der 18. Nummer-eins-Hit in den österreichischen Charts sowie der sechste im Jahr 2023. Er zieht somit mit Capital Bra gleich und wird neben diesem zum Interpreten mit den meisten Nummer-eins-Hits in Österreich. HoodBlaq stehen zum ersten Mal an der Spitze. Das Produzenten-Duo The Cratez erreicht den 29. Nummer-eins-Hit und den siebten im Jahr 2023. |
| 1. August 2023 – 2. Oktober 2023 9 Wochen | 9                                        | Luca-Dante Spadafora, Niklas Dee & Octavian | Mädchen auf dem Pferd Daniel Faust, Peter Plate, Ulf Leo Sommer | – |
| 3. Oktober 2023 – 16. Oktober 2023 2 Wochen | 2                                        | Kenya Grace                                 | Strangers Kenya Grace | – |
| 17. Oktober 2023 – 23. Oktober 2023 1 Woche | 1                                        | Tate McRae                                  | Greedy Amy Rose Allen, Jasper Lee Harris, Ryan Benjamin Tedder, Tate Rosner McRae | – |
| 24. Oktober 2023 – 6. November 2023 2 Wochen | 2                                        | Iñigo Quintero                              | Si no estás Iñigo Quintero | – |
| 7. November 2023 – 13. November 2023 1 Woche (insgesamt 2) | 2                                        | RAF Camora feat. Ski Aggu                   | Liebe Grüße Coolpacc, August Jean Diederich, Tony Hendrik, Mohamad Hoteit, Kevin Lucas Kozicki, David Kraft, Moritz Leppers, Alex Gregory Mullarkey, Joshua Neel Pinter, Raphael Ragucci, Karin van Haaren, Tim Wilke | Für RAF Camora ist es bereits der 19. Nummer-eins-Hit in den österreichischen Charts, womit er Capital Bras Rekord bricht und zum Interpreten mit den meisten Spitzenreitern wird. Zudem ist es sein siebter Nummer-eins-Hit im Jahr 2023. Ski Aggu steht zum zweiten Mal an der Spitze, sowohl im Jahr 2023 als auch insgesamt. Das Produzenten-Duo The Cratez erzielt den 30. Nummer-eins-Hit und den achten im Jahr 2023. Das im Titel gesampelte Stück What Is Love von Haddaway erreichte im Jahr 1993 für 9 Wochen Platz eins. |
| 14. November 2023 – 20. November 2023 1 Woche | 1                                        | The Beatles                                 | Now and Then John Lennon, Paul McCartney, Ringo Starr, George Harrison | Für die Beatles ist es bereits der neunte Nummer-eins-Hit in den österreichischen Charts. Mit einer Zeitspanne von 53 Jahren zwischen ihrem letzten Nummer-eins-Hit Let It Be im Jahr 1970 und dem vorliegenden Werk wird in dieser Hinsicht ein neuer Rekord aufgestellt. Bei dem Titel handelt es sich um eine digital aufbereitete und zu Teilen neu eingespielte Version eines zuvor unveröffentlichten Stückes; zwei der vier beteiligten Bandmitglieder waren zum Veröffentlichungszeitpunkt bereits verstorben.               |
| 21. November 2023 – 27. November 2023 1 Woche (insgesamt 2) | 2                                        | RAF Camora feat. Ski Aggu                   | Liebe Grüße Coolpacc, August Jean Diederich, Tony Hendrik, Mohamad Hoteit, Kevin Lucas Kozicki, David Kraft, Moritz Leppers, Alex Gregory Mullarkey, Joshua Neel Pinter, Raphael Ragucci, Karin van Haaren, Tim Wilke | – |
| 28. November 2023 – 11. Dezember 2023 2 Wochen (insgesamt 7) | 7                                        | Wham!                                       | Last Christmas George Michael | – |
| 12. Dezember 2023 – 25. Dezember 2023 2 Wochen (insgesamt 16) | 16                                       | Mariah Carey                                | All I Want for Christmas Is You Walter N. Afanasieff, Mariah Carey | – |

## Alben
| ← 2022 ← | Liste der Nummer-eins-Alben in Österreich | Liste der Nummer-eins-Alben in Österreich | Liste der Nummer-eins-Alben in Österreich           | 2024 → |
| \| Zeitraum \| Wo. ges. \| Interpret \| Titel \| Zusätzliche Informationen \| \| (Zeitraum, Wochen auf Platz eins, Interpret, Titel, zusätzliche Informationen) \| \| \| \| \| \| ------------------------------------------------------------------------------ \| -------- \| ----------------------------------------- \| --------------------------------------------------- \| ------------------------------------------------------------------------------------------------------------------------------------------------------------------------ \| \| 3. Januar 2023 – 16. Januar 2023 2 Wochen \| 2 \| Udo Jürgens \| Da capo, Udo Jürgens – Stationen einer Weltkarriere \| – \| \| 17. Januar 2023 – 23. Januar 2023 1 Woche \| 1 \| Daniela Alfinito \| Frei und grenzenlos \| – \| \| 24. Januar 2023 – 30. Januar 2023 1 Woche (insgesamt 3) \| 3 \| Wiener Philharmoniker / Franz Welser-Möst \| Neujahrskonzert 2023 \| – \| \| 31. Januar 2023 – 6. Februar 2023 1 Woche \| 1 \| Måneskin \| Rush! \| – \| \| 7. Februar 2023 – 20. Februar 2023 2 Wochen (insgesamt 3) \| 3 \| Wiener Philharmoniker / Franz Welser-Möst \| Neujahrskonzert 2023 \| – \| \| 21. Februar 2023 – 27. Februar 2023 1 Woche \| 1 \| In Flames \| Foregone \| – \| \| 28. Februar 2023 – 6. März 2023 1 Woche \| 1 \| Pink \| Trustfall \| – \| \| 7. März 2023 – 13. März 2023 1 Woche \| 1 \| Nina Chuba \| Glas \| – \| \| 14. März 2023 – 20. März 2023 1 Woche \| 1 \| Ufo361 \| Love My Life \| – \| \| 21. März 2023 – 27. März 2023 1 Woche \| 1 \| Miley Cyrus \| Endless Summer Vacation \| – \| \| 28. März 2023 – 3. April 2023 1 Woche \| 1 \| U2 \| Songs of Surrender \| – \| \| 4. April 2023 – 10. April 2023 1 Woche \| 1 \| Depeche Mode \| Memento Mori \| – \| \| 11. April 2023 – 17. April 2023 1 Woche \| 1 \| Herbert Grönemeyer \| Das ist los \| – \| \| 18. April 2023 – 24. April 2023 1 Woche (insgesamt 2) \| 2 \| Linkin Park \| Meteora \| Meteora war 2003 das erste von 5 Nummer-eins-Alben der Rockband in Österreich, in der 20th Anniversary Edition kehrt es für eine zweite Woche an die Chartspitze zurück. \| \| 25. April 2023 – 8. Mai 2023 2 Wochen \| 2 \| Metallica \| 72 Seasons \| – \| \| 9. Mai 2023 – 15. Mai 2023 1 Woche \| 1 \| Bonez MC & Gzuz \| High & hungrig 3 \| – \| \| 16. Mai 2023 – 29. Mai 2023 2 Wochen \| 2 \| Ed Sheeran \| − \| – \| \| 30. Mai 2023 – 5. Juni 2023 1 Woche \| 1 \| Andy Borg \| Fern von daheim \| – \| \| 6. Juni 2023 – 12. Juni 2023 1 Woche \| 1 \| Peter Fox \| Love Songs \| – \| \| 13. Juni 2023 – 19. Juni 2023 1 Woche \| 1 \| Stray Kids \| 5-Star \| – \| \| 20. Juni 2023 – 26. Juni 2023 1 Woche \| 1 \| Apache 207 \| Gartenstadt \| – \| \| 27. Juni 2023 – 3. Juli 2023 1 Woche \| 1 \| Queens of the Stone Age \| In Times New Roman \| – \| \| 4. Juli 2023 – 17. Juli 2023 2 Wochen (insgesamt 5) \| 5 \| RAF Camora \| XV \| – \| \| 18. Juli 2023 – 24. Juli 2023 1 Woche \| 1 \| Taylor Swift \| Speak Now \| – \| \| 25. Juli 2023 – 7. August 2023 2 Wochen (insgesamt 5) \| 5 \| RAF Camora \| XV \| – \| \| 8. August 2023 – 4. September 2023 4 Wochen \| 4 \| Travis Scott \| Utopia \| – \| \| 5. September 2023 – 11. September 2023 1 Woche (insgesamt 2) \| 2 \| Ayliva \| Schwarzes Herz \| – \| \| 12. September 2023 – 18. September 2023 1 Woche \| 1 \| Die Draufgänger \| Mädchen & Märchen \| – \| \| 19. September 2023 – 25. September 2023 1 Woche (insgesamt 5) \| 5 \| RAF Camora \| XV \| – \| \| 26. September 2023 – 2. Oktober 2023 1 Woche (insgesamt 2) \| 2 \| Ayliva \| Schwarzes Herz \| – \| \| 3. Oktober 2023 – 9. Oktober 2023 1 Woche \| 1 \| Josh. \| Reparatur \| – \| \| 10. Oktober 2023 – 16. Oktober 2023 1 Woche \| 1 \| Ed Sheeran \| Autumn Variations \| – \| \| 17. Oktober 2023 – 30. Oktober 2023 2 Wochen \| 2 \| Chris Steger \| Koa Garantie \| – \| \| 31. Oktober 2023 – 6. November 2023 1 Woche (insgesamt 4) \| 4 \| The Rolling Stones \| Hackney Diamonds \| – \| \| 7. November 2023 – 13. November 2023 1 Woche \| 1 \| Taylor Swift \| 1989 (Taylor’s Version) \| – \| \| 14. November 2023 – 20. November 2023 1 Woche (insgesamt 4) \| 4 \| The Rolling Stones \| Hackney Diamonds \| – \| \| 21. November 2023 – 27. November 2023 1 Woche \| 1 \| Stray Kids \| Rock-Star \| – \| \| 28. November 2023 – 25. Dezember 2023 4 Wochen \| 4 \| Die Seer \| Ausklang \| – \| |                                           |                                           |                                                     | |
| ← 2022 |                                           |                                           |                                                     | → 2024 → |
| Zeitraum | Wo. ges.                                  | Interpret                                 | Titel                                               | Zusätzliche Informationen |
| (Zeitraum, Wochen auf Platz eins, Interpret, Titel, zusätzliche Informationen) |                                           |                                           |                                                     | |
| 3. Januar 2023 – 16. Januar 2023 2 Wochen | 2                                         | Udo Jürgens                               | Da capo, Udo Jürgens – Stationen einer Weltkarriere | – |
| 17. Januar 2023 – 23. Januar 2023 1 Woche | 1                                         | Daniela Alfinito                          | Frei und grenzenlos                                 | – |
| 24. Januar 2023 – 30. Januar 2023 1 Woche (insgesamt 3) | 3                                         | Wiener Philharmoniker / Franz Welser-Möst | Neujahrskonzert 2023                                | – |
| 31. Januar 2023 – 6. Februar 2023 1 Woche | 1                                         | Måneskin                                  | Rush!                                               | – |
| 7. Februar 2023 – 20. Februar 2023 2 Wochen (insgesamt 3) | 3                                         | Wiener Philharmoniker / Franz Welser-Möst | Neujahrskonzert 2023                                | – |
| 21. Februar 2023 – 27. Februar 2023 1 Woche | 1                                         | In Flames                                 | Foregone                                            | – |
| 28. Februar 2023 – 6. März 2023 1 Woche | 1                                         | Pink                                      | Trustfall                                           | – |
| 7. März 2023 – 13. März 2023 1 Woche | 1                                         | Nina Chuba                                | Glas                                                | – |
| 14. März 2023 – 20. März 2023 1 Woche | 1                                         | Ufo361                                    | Love My Life                                        | – |
| 21. März 2023 – 27. März 2023 1 Woche | 1                                         | Miley Cyrus                               | Endless Summer Vacation                             | – |
| 28. März 2023 – 3. April 2023 1 Woche | 1                                         | U2                                        | Songs of Surrender                                  | – |
| 4. April 2023 – 10. April 2023 1 Woche | 1                                         | Depeche Mode                              | Memento Mori                                        | – |
| 11. April 2023 – 17. April 2023 1 Woche | 1                                         | Herbert Grönemeyer                        | Das ist los                                         | – |
| 18. April 2023 – 24. April 2023 1 Woche (insgesamt 2) | 2                                         | Linkin Park                               | Meteora                                             | Meteora war 2003 das erste von 5 Nummer-eins-Alben der Rockband in Österreich, in der 20th Anniversary Edition kehrt es für eine zweite Woche an die Chartspitze zurück. |
| 25. April 2023 – 8. Mai 2023 2 Wochen | 2                                         | Metallica                                 | 72 Seasons                                          | – |
| 9. Mai 2023 – 15. Mai 2023 1 Woche | 1                                         | Bonez MC & Gzuz                           | High & hungrig 3                                    | – |
| 16. Mai 2023 – 29. Mai 2023 2 Wochen | 2                                         | Ed Sheeran                                | −                                                   | – |
| 30. Mai 2023 – 5. Juni 2023 1 Woche | 1                                         | Andy Borg                                 | Fern von daheim                                     | – |
| 6. Juni 2023 – 12. Juni 2023 1 Woche | 1                                         | Peter Fox                                 | Love Songs                                          | – |
| 13. Juni 2023 – 19. Juni 2023 1 Woche | 1                                         | Stray Kids                                | 5-Star                                              | – |
| 20. Juni 2023 – 26. Juni 2023 1 Woche | 1                                         | Apache 207                                | Gartenstadt                                         | – |
| 27. Juni 2023 – 3. Juli 2023 1 Woche | 1                                         | Queens of the Stone Age                   | In Times New Roman                                  | – |
| 4. Juli 2023 – 17. Juli 2023 2 Wochen (insgesamt 5) | 5                                         | RAF Camora                                | XV                                                  | – |
| 18. Juli 2023 – 24. Juli 2023 1 Woche | 1                                         | Taylor Swift                              | Speak Now                                           | – |
| 25. Juli 2023 – 7. August 2023 2 Wochen (insgesamt 5) | 5                                         | RAF Camora                                | XV                                                  | – |
| 8. August 2023 – 4. September 2023 4 Wochen | 4                                         | Travis Scott                              | Utopia                                              | – |
| 5. September 2023 – 11. September 2023 1 Woche (insgesamt 2) | 2                                         | Ayliva                                    | Schwarzes Herz                                      | – |
| 12. September 2023 – 18. September 2023 1 Woche | 1                                         | Die Draufgänger                           | Mädchen & Märchen                                   | – |
| 19. September 2023 – 25. September 2023 1 Woche (insgesamt 5) | 5                                         | RAF Camora                                | XV                                                  | – |
| 26. September 2023 – 2. Oktober 2023 1 Woche (insgesamt 2) | 2                                         | Ayliva                                    | Schwarzes Herz                                      | – |
| 3. Oktober 2023 – 9. Oktober 2023 1 Woche | 1                                         | Josh.                                     | Reparatur                                           | – |
| 10. Oktober 2023 – 16. Oktober 2023 1 Woche | 1                                         | Ed Sheeran                                | Autumn Variations                                   | – |
| 17. Oktober 2023 – 30. Oktober 2023 2 Wochen | 2                                         | Chris Steger                              | Koa Garantie                                        | – |
| 31. Oktober 2023 – 6. November 2023 1 Woche (insgesamt 4) | 4                                         | The Rolling Stones                        | Hackney Diamonds                                    | – |
| 7. November 2023 – 13. November 2023 1 Woche | 1                                         | Taylor Swift                              | 1989 (Taylor’s Version)                             | – |
| 14. November 2023 – 20. November 2023 1 Woche (insgesamt 4) | 4                                         | The Rolling Stones                        | Hackney Diamonds                                    | – |
| 21. November 2023 – 27. November 2023 1 Woche | 1                                         | Stray Kids                                | Rock-Star                                           | – |
| 28. November 2023 – 25. Dezember 2023 4 Wochen | 4                                         | Die Seer                                  | Ausklang                                            | – |

## Jahreshitparaden
Hinweis: Um die Jahrescharts noch im selben Jahr veröffentlichen zu können, werden von Ö3 bereits zwei Wochen vor Jahresende vorläufige Jahrescharts bekanntgegeben. Nach Ablauf des Jahres werden die vollständigen Jahreshitparaden veröffentlicht, auf denen auch folgende Top-10-Liste basiert.

| ← 2022 ← | Liste der Nummer-eins-Hits in Österreich | Liste der Nummer-eins-Hits in Österreich | Liste der Nummer-eins-Hits in Österreich | 2024 →   |
| \| Singles \| Position# \| Alben \| \| ------------------------------------------------------------------------------------------------------------------------------------------------------------------------------------------------ \| --------- \| ------------------------------------ \| \| Flowers Miley Cyrus Miley Ray Cyrus, Gregory Aldae Hein, Michael Pollack \| 1 \| Hackney Diamonds The Rolling Stones \| \| Komet Udo Lindenberg & Apache 207 Christopher Brenner, Udo Lindenberg, Lennard Oestmann, Aris Pehlivanian, Marco Tscheschlok, Volkan Yaman \| 2 \| XV RAF Camora \| \| Nachts wach Makko & Miksu/Macloud Joshua Allery, Timothy Auld, Laurin Auth, Christoph Makowski, Matthäus Mendo Campoverde, Jonas Michel, Dominik Patrzek, Christopher Plowman, Benedikt Schöller \| 3 \| Midnights Taylor Swift \| \| Another Love Tom Odell \| 4 \| 1989 (Taylor’s Version) Taylor Swift \| \| I’m Good (Blue) David Guetta & Bebe Rexha Bleta Rexha, Pierre David Guetta, Camille Angelina Purcell, Massimo Gabutti, Maurizio Lobina, Gianfranco Randone, Philip John Plested \| 5 \| Harry’s House Harry Styles \| \| Mädchen auf dem Pferd Luca-Dante Spadafora, Niklas Dee & Octavian Daniel Faust, Peter Plate, Ulf Leo Sommer \| 6 \| Ausklang Die Seer \| \| Wildberry Lillet Nina Chuba Wanja Bierbaum, Justin Fröhlich, Yannick Johannknecht, Nina Katrin Kaiser \| 7 \| Schwarzes Herz Ayliva \| \| Mockingbird Eminem Marshall Mathers, Luis Resto \| 8 \| Zeit Rammstein \| \| 9 bis 9 Sira feat. Bausa & Badchieff Shivan Darouiche, Leon Kirschnek, Julian Otto, Aris Apkar Aram Pehlivanian \| 9 \| Heroes & Villains Metro Boomin \| \| Daylight David Kushner , Hayden Robert Hubers, Jeremy Fedryk, Josh Bruce Williams, Edison Boon Eason, Drake Jon Livingston Jr \| 10 \| Utopia Travis Scott \| |                                          |                                          |                                          |          |
| ← 2022 |                                          |                                          |                                          | → 2024 → |
| Singles | Position#                                | Alben                                    |                                          |          |
| Flowers Miley Cyrus Miley Ray Cyrus, Gregory Aldae Hein, Michael Pollack | 1                                        | Hackney Diamonds The Rolling Stones      |                                          |          |
| Komet Udo Lindenberg & Apache 207 Christopher Brenner, Udo Lindenberg, Lennard Oestmann, Aris Pehlivanian, Marco Tscheschlok, Volkan Yaman | 2                                        | XV RAF Camora                            |                                          |          |
| Nachts wach Makko & Miksu/Macloud Joshua Allery, Timothy Auld, Laurin Auth, Christoph Makowski, Matthäus Mendo Campoverde, Jonas Michel, Dominik Patrzek, Christopher Plowman, Benedikt Schöller | 3                                        | Midnights Taylor Swift                   |                                          |          |
| Another Love Tom Odell | 4                                        | 1989 (Taylor’s Version) Taylor Swift     |                                          |          |
| I’m Good (Blue) David Guetta & Bebe Rexha Bleta Rexha, Pierre David Guetta, Camille Angelina Purcell, Massimo Gabutti, Maurizio Lobina, Gianfranco Randone, Philip John Plested | 5                                        | Harry’s House Harry Styles               |                                          |          |
| Mädchen auf dem Pferd Luca-Dante Spadafora, Niklas Dee & Octavian Daniel Faust, Peter Plate, Ulf Leo Sommer | 6                                        | Ausklang Die Seer                        |                                          |          |
| Wildberry Lillet Nina Chuba Wanja Bierbaum, Justin Fröhlich, Yannick Johannknecht, Nina Katrin Kaiser | 7                                        | Schwarzes Herz Ayliva                    |                                          |          |
| Mockingbird Eminem Marshall Mathers, Luis Resto | 8                                        | Zeit Rammstein                           |                                          |          |
| 9 bis 9 Sira feat. Bausa & Badchieff Shivan Darouiche, Leon Kirschnek, Julian Otto, Aris Apkar Aram Pehlivanian | 9                                        | Heroes & Villains Metro Boomin           |                                          |          |
| Daylight David Kushner , Hayden Robert Hubers, Jeremy Fedryk, Josh Bruce Williams, Edison Boon Eason, Drake Jon Livingston Jr | 10                                       | Utopia Travis Scott                      |                                          |          |